# Moses Sithole
Moses Sithole (Boksburg, 17 september 1964) is een Zuid-Afrikaanse seriemoordenaar die in 1997 schuldig werd bevonden aan het plegen van de ABC-moorden. Voor zover bekend vermoordde hij 38 mensen, voornamelijk vrouwen.
Sithole was begin twintig toen hij al drie vrouwen verkrachtte, die niets tegen hem durfden te ondernemen. Toen een van hen toch aangifte deed en tegen hem getuigde, belandde Sithole in de gevangenis. Vermoedelijk werd hij daar de man, die in staat bleek tot de ABC-moorden: gepleegd in Atteridgeville, Boksburg en Cleveland.

## ABC-moorden
Sithole kwam in 1994 vrij en was vervuld van haat jegens vrouwen, vanwege het grote 'onrecht' dat een van zijn verkrachtingsslachtoffers hem aandeed door naar de politie te gaan. In 1995 had hij vervolgens al meer dan dertig doden op zijn geweten. Sithole deed zich voor als zakenman en benaderde vrouwen door ze werk aan te bieden. Wanneer ze eenmaal bij hem in de auto waren gestapt, beweerde hij altijd dat ze het laatste stukje naar zijn kantoor moesten lopen. Wanneer ze eenmaal uit het zichtveld en de gehoorafstand waren, ging hij over tot verkrachting en moord.

## Arrestatie & veroordeling
Sithole werd in 1995 gepakt, toen iemand hem herkende als de man die eerder in gezelschap was van een van de slachtoffers. Na zijn arrestatie bekende hij 38 moorden. In december 1995 werd hij daaraan schuldig bevonden, plus aan veertig verkrachtingen. Sithole werd veroordeeld tot 2410 jaar gevangenisstraf, zonder mogelijkheid tot een vervroegde vrijlating voor hij daar 930 jaar van heeft uitgezeten. Hij zit vast in C-Max, de zwaarst beveiligde afdeling van de Pretoria Central Prison.